# Carmichael (Californie)
Pour les articles homonymes, voir Carmichael.
Carmichael est une census-designated place située dans le comté de Sacramento, dans l’État de Californie, aux États-Unis. Carmichael est à 40 km de Sacramento, la septième plus grande ville et capitale de cet État. Sa population s’élevait à 61 762 habitants lors du recensement de 2010.

## Démographie
| Groupe            | Carmichael | Californie | États-Unis |
| ----------------- | ---------- | ---------- | ---------- |
| Blancs            | 80,6       | 57,6       | 72,4       |
| Métis             | 5,7        | 4,9        | 2,9        |
| Autres            | 3,3        | 17,0       | 6,2        |
| Afro-Américains   | 4,8        | 6,2        | 12,6       |
| Asiatiques        | 4,3        | 13,1       | 4,8        |
| Amérindiens       | 0,9        | 1,0        | 0,9        |
| Océaniens         | 0,5        | 0,4        | 0,2        |
| Total             | 100        | 100        | 100        |
|                   |            |            |            |
| Latino-Américains | 11,7       | 37,6       | 16,7       |

Selon l'American Community Survey, pour la période 2011-2015, 85,13 % de la population âgée de plus de 5 ans déclare parler l'anglais à la maison, 4,15 % déclare parler l'espagnol, 2,96 % le russe, 0,85 % l'arménien et 6,90 % une autre langue.
| Indicateur                             | Carmichael | États-Unis |
| -------------------------------------- | ---------- | ---------- |
| Personnes de moins de 5 ans            | 5,4 %      | 6,1 %      |
| Personnes de moins de 18 ans           | 20,1 %     | 22,6 %     |
| Personnes de plus de 65 ans            | 19,0 %     | 15,6 %     |
| Femmes                                 | 52,8 %     | 50,8 %     |
| Personnes par foyer                    | 2,40       | 2,64       |
| Vétérans                               | 8,3 %      | 8,0 %      |
| Personnes nées étrangères à l'étranger | 11,9 %     | 13,2 %     |
| Personnes sans assurance maladie       | 10,6 %     | 10,2 %     |
| Personnes avec un handicap             | 10,5 %     | 8,6 %      |
| Revenus annuels                        | 35 385 $   | 29 829 $   |
| Personnes sous le seuil de pauvreté    | 15,1 %     | 12,3 %     |
| Diplômés du lycée                      | 93,4 %     | 87,0 %     |
| Diplômés de l'université               | 33,8 %     | 30,3 %     |

| 2000   | 2010   | - | - | - | - |
| ------ | ------ | - | - | - | - |
| 62 814 | 61 762 | - | - | - | - |

## Braquage de la banque Crocker
Le 21 avril 1975, des membres de l'Armée de libération symbionaise, dont Patricia Hearst, braquèrent une agence de la Crocker National Bank à Carmichael et tuèrent Myrna Opsahl, une cliente, au cours de l'opération.